# 대한민국 헌법 제7장
대한민국 헌법 제7장 선거관리는 대한민국 헌법에서 선거관리에 대하여 기술하고 있는 장이다. 선거관리에 관한 규정을 헌법에 두는 것은 다른 나라 헌법에서는 드믄 일로서 대한민국 헌법의 특색이라고 할 수 있다. 정부 수립 이후 선거에 관한 사무는 행정 기관에 설치된 선거관리위원회에서 관장했지만 1960년 4.19 혁명을 촉발시킨 3.15 부정선거의 경험때문에 제2공화국 헌법부터는 선거관리위원회를 헌법상의 독립된 필수 기관으로 구성했다.

## 구성
- 제114조 선거관리위원회
- 제115조 선거관리위원회의 대행정기관지시권
- 제116조 선거운동과 선거경비

## 같이 보기
- 대한민국의 헌법
- 대한민국의 선거
- 대한민국 중앙선거관리위원회